# Marcelo Lozada y Cassou
Marcelo Lozada y Cassou  Físico mexicano, fundador y coordinador del Programa de Ingeniería Molecular del Instituto Mexicano del Petróleo.

## Semblanza biográfica
El Dr. Marcelo Lozada y Cassou es doctor en Física por la Universidad Nacional Autónoma de México. Actualmente es investigador en el
Instituto Mexicano del Petróleo (IMP), donde dirige el Programa de Investigación en Ingeniería Molecular(PIIM), el cual fundó en 1999. Fue profesor titular del Departamento de Física de la Universidad Autónoma Metropolitana-Iztapalapa de 1979 a 2002 y ha sido profesor e investigador visitante en Instituto de Investigaciones en Materiales de la Universidad Nacional Autónoma de México,
de la Universidad de Indiana, de los IBM Research Laboratories en San José, California, de la Universidad de California en Berkeley y del Instituto de Física de la Universidad Nacional Autónoma de México. Además ha sido Secretario General de la Academia Mexicana de Ciencias, Vicepresidente de la Sociedad Mexicana de Física y la miembro de la Junta Directiva de la Universidad Autónoma Metropolitana.

## Premios y reconocimientos
1) Premio del Center for Latin American Studies de la Universidad de California, Berkeley, en febrero de 1985
2) Premio a la Investigación, Universidad Autónoma Metropolitana, en noviembre de 1991.
3) Premio a la Investigación, Universidad Autónoma Metropolitana, en 1997
4) Premio Nacional de Ciencias y Artes (México) 2010.
5) Premios Ciudad Capital: Heberto Castillo Martínez, Ciencias Básicas, en 2012,
6) Miembro del Consejo Consultivo de Ciencias de la Presidencia de la República, 
7) Miembro Titular de la Academia Mexicana de Ciencias  Archivado el 30 de septiembre de 2018 en Wayback Machine.
Ha sido editor especial de la revista Molecular Physics: An international journal in the field of chemical physics y de la revista
“Journal of Physics: Condensed Matter”. También es árbitro de The Journal of Chemical Physics, Journal of Physical Chemistry,
de la Revista Mexicana de Física, del Chemical Reviews, Molecular Physics, Journal of Colloid and Interface Science,
Journal of Molecular Liquids, Physical Review E, Physical Review Letters.

## Aportaciones científicas
Sus contribuciones científicas abarcan diversos aspectos como son: a) Desarrollos teóricos de la
de la física de muchos cuerpos; Teoría de Respuesta Lineal para fluidos complejos
cargados en campos externos (electroforesis); Hidrodinámica Molecular de fluidos cargados y
confinados en nanoporos; Física-Matemática, mediante soluciones a las ecuaciones de
Schrödinger y Klein-Gordon para diversos potenciales; Teoría del Caos y Dinámica no lineal.
En teoría de muchos cuerpos, desarrolló lo que se conoce como el Método Directo, la teoría de
Three-point extension (TPE) y teorías de respuesta lineal como Primitive Model Electrophoresis
(PME), para el transporte de fluidos cargados en campos externos y flujos en nanoporos, basadas
en Hidrodinámica Molecular.
El desarrollo de dichas teorías ha dado lugar a la predicción de nuevos fenómenos tales como
la violación de la electroneutralidad local, correlación fluido-fluido, inversión de carga y sobrecargado de interfaces
sólido-electrolito, predicción de oscilaciones de origen molecular en la interacción entre dos superficies,
mecanismos de autoensamblaje de moléculas de ADN con membranas de lípidos catiónicos y
de moléculas tipo Key-Lock de interés para la biología molecular y la química supramolecular, basado en balance entropía-energía, separación de carga, movilidad electroforética invertida que ha sido corroborada experimentalmente en estudios de electroforesis de dendrímeros (Paul Dubin, Journal of Physical Chemistry B 104, 898 (2000)) y en complejos de ADN-lípidos catiónicos (William M. Gelbart,
Physics Today, september 2000). Todos estos trabajos han dado origen a 115 artículos científicos con cerca de 1541 citas externas y 2035 citas.
También debe destacarse que ha contribuido al diseño y formación de grupos de investigación y en la concepción de laboratorios de investigación de vanguardia en el IMP, la Universidad Autónoma Metropolitana y la Universidad Autónoma de San Luis Potosí.

## Publicaciones selectas
[1] Lozada-Cassou M, A New Method of Deriving Electrical Double Layer Equations from Electrolyte Theories, The Journal of Chemical Physics,
vol. 75, pag. 1412 (1981).
[2] Lozada-Cassou M, R. Saavedra-Barrera, and D. Henderson, The Application of the Hypernetted Chain Approximation to the Electrical Double Layer : Comparison with Monte Carlo Results for Symmetric Salts, The Journal of Chemical Physics, vol. 77, pag. 5150 (1982).
[3] Lozada-Cassou M and D. Henderson, Application of the Hypernetted Chain Approximation to the Electrical Double Layer : Comparison with Monte Carlo Results for 2:1 and 1:2 Salts, Journal of Physical Chemistry, vol. 87, pag. 2821 (1982).
[4] Lozada-Cassou M, Hypernetted Chain Theory for the Distribution of Ions around a Cylindrical Electrode, Journal of Physical Chemistry, vol. 87, 3729 (1983).
[5] Lozada-Cassou M, The Force Between Two Planar Electrical Double Layers, The Journal of Chemical Physics, vol. 80, pag. 3344 (1984).
[6] E. González-Tovar, Lozada-Cassou M, and D. Henderson, Hypernetted Chain Approximation for the Distribution of Ions around a Cylindrical Electrode II. Numerical Solution for a Model Cylindrical Polyelectrolyte, The Journal of Chemical Physics, vol. 83, pag. 361 (1985).
[7] D. Henderson and Lozada-Cassou M, A Simple Theory for the Force Between Spheres Immersed in a Fluid, Journal of Colloid and Interface Science, vol. 114, 180 (1986).
[8] E.González-Tovar and Lozada-Cassou M, The Spherical Double Layer: A Hypernetted Chain Mean Spherical Approximation Calculation for a Model Spherical Colloid Particle, Journal of Physical Chemistry, 93, 3761 (1989).
[9] Lozada-Cassou M. and E. Díaz-Herrera, Three Point Extension for Hypernetted Chain and other Integral Equation Theories: Numerical Results, The Journal of Chemical Physics, 92, 1194 (1990).
[10] J. Alejandre, Lozada-Cassou M, E. González-Tovar and G. A. Chapela, Molecular Dynamics of a Hard Sphere Fluid Between Two Walls: A Comparison with the Three Point Extension Hypernetted Chain Approximation, Chem. Phys. Letters 175, 111 (1990).
[11] J. E. Sánchez-Sánchez and Lozada-Cassou M, Exact Numerical Solution to the Integral Equation Version of the Poisson-Boltzmann Equation for two Interacting Spherical Colloidal Particles, Chem. Phys. Letters 190, 202 (1992).
[12] Lozada-Cassou M, Fluids Between Walls and in Pores, Chapter 8 in “INHOMOGENEOUS FLUIDS”, D. Henderson, Editor, Marcel Dekker, New York (1992).
[13] Lozada-Cassou M, W. Olivares-Rivas, and B. Sulbaran-Maldonado, Violation of the electroneutrality condition in confined charged fluids, Phys. Rev. E 53, 522 (1996).
[14] J. Alejandre, Lozada-Cassou M and L. Degrève, Effect of pore geometry on a confined hard sphere fluid, Molecular Physics, vol. 88, pag. 1317 (1996).
[15] Lozada-Cassou M and J. Yu, Correlation of charged fluids separated by a wall, Physical Review Letters, vol. 77, pag. 4019 (1996).
[16] J. Yu, L. Degreve and Lozada-Cassou M, Charge separation in confined charged fluids, Physical Review Letters, vol. 79, pag. 3656 (1997).
[17] Lozada-Cassou M, E. Gonzalez-Tovar and W. Olivares, Nonlinear effects in the electrophoresis of a spherical colloidal particle,
Physical Review E, vol. 60, R17 (1999). Rapid Communication.
[18] Lozada-Cassou M and E. Gonzalez-Tovar, Primitive model electrophoresis,  Journal of Colloid and Interface Science, vol. 239, pags. 285-295 (2001). Priority Communication.
[19] Lozada-Cassou M, Markus Deserno, Felipe Jiménez-Ángeles, Chistian Holm, Overcharging of DNA in the Presence of Salt: Theory and simulation,
Journal of Physical Chemistry B 105,10983-10991 (2001).
[20] R. Messina, E. Gonzalez-Tovar, Lozada-Cassou M and Chistian Holm, Overcharging: The crucial role of exclude volume, Europhysics Letters, vol. 60, pag. 383 (2002).
[21] F. Jiménez-Ángeles and Lozada-Cassou M. Simple model for semipermeable membrana: Donan equilibrium, Journal of Physical Chemistry B 108, 1719-1730 (2004).
[22] Felipe Jiménez–Ángeles and M. Lozada-Cassou. A Model Macroion Solution Next to a Charged Wall: Overcharging, Charge Reversal, and Charge Inversion by Macroions, Journal of Physical Chemistry B, 108, 7286-7296 (2004).
[23] Odriozola G, Jimenez-Angeles F, Lozada-Cassou M. Effect of confinement on the interaction between two like-charged rods. Physical Review Letters, 97 (1): Art. No. 018102 Jul 7 2006
[24] Jimenez-Ángeles Felipe; Douda, Yurko; Gerardo Odriozola; Lozada-Cassou M. Population inversion of a NAHS mixture adsorbed into a cylindrical pore, Journal of Physical Chemistry C, Vol. 112, pags 18028-18033, (2008).
[25] Jiménez-Ángeles Felipe, Lozada-Cassou M. On the regimes of charge reversal, Journal of Chemical Physics, vol. 128, 174701 (2008).
[26] Odriozola, Gerardo, Jiménez-Ángeles Felipe and Lozada-Cassou M. “Entropy driven key-lock assembly”, The Journal of Chemical Physiscs 129, 111101 (2008).
[27] Odriozola, Gerardo and Lozada-Cassou Marcelo, "Statistical Mechanics Approach to Lock-Key Supramolecular Chemistry Interactions", Physical Review Letters 110, 105701 (2013).